# Chruściele (powiat wołomiński)
Chruściele – wieś w Polsce położona w województwie mazowieckim, w powiecie wołomińskim, w gminie Dąbrówka. Ma status sołectwa.
Prywatna wieś szlachecka Laskowo-Chrościele położona była w drugiej połowie XVI wieku w powiecie kamienieckim ziemi nurskiej województwa mazowieckiego. W latach 1975–1998 miejscowość administracyjnie należała do województwa ostrołęckiego.
Wierni Kościoła rzymskokatolickiego należą do parafii Podwyższenia Krzyża Świętego w Dąbrówce.